# سپوریتسه
سپوریتسه (به لاتین: Spořice) یک منطقهٔ مسکونی در جمهوری چک است که در ناحیه خوموتوو واقع شده‌است.